# Chikanhalli, Shorapur
Chikanhalli là một làng thuộc tehsil Shorapur, huyện Gulbarga, bang Karnataka, Ấn Độ.